# João Brigatti
João Dermival Brigatti (Campinas, 14 de março de 1964) é um treinador e ex-futebolista brasileiro que atuava como goleiro. Atualmente, é coordenador técnico da Ponte Preta

## Carreira como jogador
Formado nas categorias de base da Ponte Preta, em 1975, no Dente de Leite, Brigatti nunca se firmou como titular regular no clube. Assim, o goleiro acabou passando por muitas equipes como o Bandeirante, America-RJ, Rio Branco, Desportiva Ferroviária, Remo, Santa Cruz e Caldense.
Ele se aposentou em 1996, aos 32 anos, durante a sua segunda passagem pelo Santa Cruz.

## Carreira como treinador

### Como treinador de goleiros
Pouco depois de se aposentar, Brigatti começou a trabalhar como treinador de goleiros do time que o revelou, a Ponte Preta. Em 2011 ele se juntou à equipe de Theodore Whitmore na Seleção Jamaicana, novamente como treinador de goleiros. Depois, foi trabalhar na mesma função no Jeonnam Dragons.

### Como auxiliar-técnico
Foi nomeado assistente de Mazola Júnior no Paysandu para a temporada de 2014. Depois de acompanhar Mazola no Bragantino, Botafogo-SP e no CRB, João Brigatti retornou à Ponte Preta no dia 7 de dezembro de 2016, também como auxiliar-técnico.

### Ponte Preta
Após uma crise interna na Ponte Preta, João Brigatti assumiu interinamente a equipe em 2018, antes de deixar o time no mesmo ano.

### Paysandu
Em 3 de setembro de 2018, Brigatti foi oficializado como treinador do Paysandu, time no qual teve uma passagem sendo auxiliar de Mazola Júnior em 2014, chegando com a missão de evitar o rebaixamento na Série B de 2018. Porém, não conseguiu o objetivo, conquistando quatro vitórias, cinco empates e quatro derrotas, sendo demitido no dia 18 de março de 2019.

### Sampaio Corrêa
No dia 27 de junho de 2019, foi anunciado como treinador do Sampaio Corrêa. Deixou o clube em fevereiro de 2020.

### Retorno à Ponte Preta
Ainda em fevereiro retornou à Ponte Preta, substituindo o demitido Gilson Kleina. Com o time ameaçado pelo rebaixamento no Campeonato Paulista de 2020, conseguiu evitar a queda e ainda chegou às semifinais, sendo eliminado pelo Palmeiras. Questões internas, como desgaste com alguns jogadores e parte da diretoria executiva, deixaram a situação insustentável e encerraram o ciclo do treinador em 2 de outubro.

### Retorno ao Paysandu
Em 24 de outubro de 2020, foi anunciado o retorno de João Brigatti ao Paysandu. Recuperou o time na reta final da Série C de 2020, classificou ao quadrangular com uma rodada de antecedência, mas não conseguiu a vaga na Série B de 2021. Assim, não renovou o seu contrato e deixou o clube.

### Santa Cruz
No dia 17 de fevereiro de 2021, um mês depois de ter sido desligado do Paysandu, o treinador foi oficializado pelo Santa Cruz, clube no qual foi o último da sua carreira como jogador. Estreou no dia 24 de fevereiro, na vitória por 2 a 0 sobre o Vitória pelo Campeonato Pernambucano.
Após maus resultados na Copa do Nordeste, foi demitido no dia 11 de abril.

### Oeste
Foi anunciado pelo Oeste no dia 26 de julho de 2021. Menos de um mês após o anúncio e apenas com quatro jogos no comando, deixou o clube em 24 de agosto.

### Retorno ao Sampaio Corrêa
Em 30 de outubro de 2021, foi anunciado o retorno de João Brigatti ao Sampaio Corrêa. Ele chegou para substituir Felipe Surian, que saiu do clube após mais uma derrota em casa, desta vez para o Guarani.
Após a eliminação da Bolívia Querida na Copa do Brasil e na Copa do Nordeste de 2022, Brigatti foi demitido no dia 20 de março.

### América de Natal
João Brigatti foi oficializado como treinador do América de Natal no dia 1 de maio de 2022. O técnico chegou para substituir Edson Vieira, que havia deixado o clube antes mesmo da estreia oficial por conta de polêmicas sobre a vacina contra a COVID-19.
Teve a sua saída anunciada no dia 28 de junho, pois recebeu uma proposta para comandar o Manaus.

### Manaus
Ainda no dia 28 de junho, Brigatti foi anunciado como novo treinador do Manaus. O técnico substituiu Evaristo Piza, demitido após uma derrota por 1 a 0 para o Botafogo-SP na Série C.
Em 19 de julho, o clube anunciou a demissão de João Brigatti e a recontratação do técnico Evaristo Piza, apenas 23 dias depois de ter anunciado a sua demissão.

### Ponte Preta (terceira passagem)
Brigatti acertou seu retorno à Ponte Preta em julho de 2023, desta vez para ocupar o cargo de coordenador técnico. Assumiu o cargo de treinador da equipe no dia 2 de outubro, após a demissão de Pintado.
Em 27 de maio de 2024, pediu desligamento do clube, encerrando sua sexta passagem como treinador no Moisés Lucarelli com 28 jogos, sete vitórias, 11 empates e dez derrotas.

## Títulos

### Como jogador
Remo
- Campeonato Paraense: 1994

Santa Cruz
- Campeonato Pernambucano: 1995

Caldense
- Campeonato Mineiro do Interior: 1996

Brasil Sub-20
- Torneio Internacional de Toulon: 1981 e 1983
- Campeonato Sul-Americano Sub-20: 1983
- Copa do Mundo FIFA Sub-20: 1983